# Hyperion (foguete)

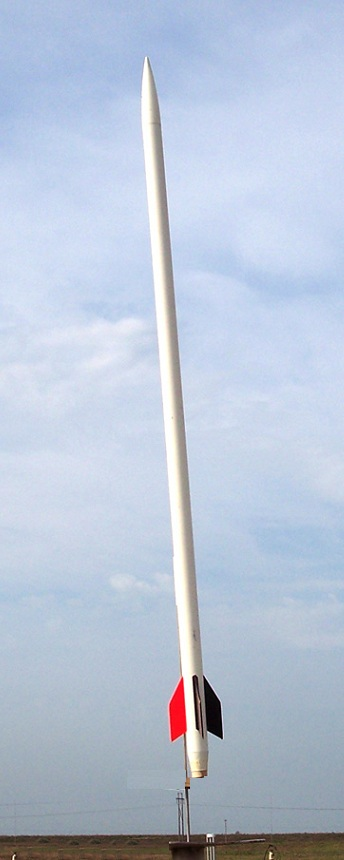
Um modelo do foguete Hyperion em exposição.

Hyperion foi um foguete de sondagem de origem Norte Americana, com um único estágio híbrido (com combustível sólido e oxidante líquido), desenvolvido em 1996 pela EAC.
Foi o primeiro foguete de propulsão híbrida apresentado à NASA no âmbito do HPDP (Hybrid Propulsion Demonstration Program). Foram lançados quatro deles da base de Wallops Island. Os dois primeiros, foram lançados antes de 15 de novembro de 1996, para aferição dos processos de combustão, de cancelamento do voo e estabilidade em regime transônico. Ambos atingiram cerca de 7600 metros de altura, permitindo constatar a segurança e simplicidade de se trabalhar com sistemas híbridos de propulsão em foguetes. Os outros dois, lançados em  8 de janeiro e 25 de abril de 1997, atingiram 36,5 e 33,5 km de altura respectivamente, sendo que um deles pode ser recuperado com um sistema de paraquedas.
Como combustível, utilizava PBLH, um tipo de combustível sólido e como oxidante, utilizava N2O. A taxa de combustão é determinada pela geometria e composição do grão combustível e também do fluxo de combustão.

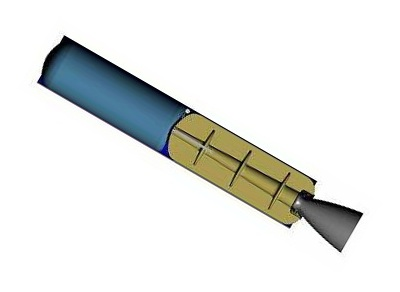
Visão esquemática de um motor de foguete híbrido.

## Especificações
- Comprimento total: 5,8 m
- Diâmetro: 0,15 m
- Massa total: 100 kg
- Apogeu: 36 km
- Empuxo na decolagem: 6 kN